# Người du hành (phim 2016)
Người du hành (tên gốc tiếng Anh: Passengers) là một phim điện ảnh phiêu lưu khoa học viễn tưởng của Mỹ năm 2016 do Morten Tyldum đạo diễn và Jon Spaihts biên kịch. Phim có sự tham gia diễn xuất của Jennifer Lawrence, Chris Pratt, Michael Sheen, Laurence Fishburne và Andy García. Nội dung phim xoay quanh câu chuyện về hai hành khách trên một con tàu vũ trụ du hành đến hành tinh mới đã thức tỉnh sớm hơn dự định 90 năm từ giấc ngủ đông, và họ phải đối vặt với những thử thách lớn hơn khi con tàu vũ trụ gặp phải nhiều lỗi hệ thống nghiêm trọng.
Người du hành được công chiếu tại Mỹ vào ngày 21 tháng 12 năm 2016 dưới định dạng 2D và RealD 3D bởi hãng Columbia Pictures. Kể từ khi được ra mắt, phim đã nhận được nhiều ý kiến hỗn tạp từ giới chuyên môn và đã thu về tổng cộng hơn 292 triệu USD trên toàn thế giới. Người du hành nhận được hai đề cử ở hạng mục Nhạc phim hay nhất và Thiết kế sản xuất xuất sắc nhất tại Giải Oscar lần thứ 89. Tại Việt Nam, Người du hành được công chiếu vào ngày 21 tháng 12 năm 2016, cùng ngày với Mỹ.

## Nội dung
Sau khi tỉnh dậy từ giấc ngủ đông trên phi thuyền Avalon, Jim Preston (Chris Pratt) phát hiện mình bị đánh thức vì một lỗi máy tính khi một thiên thạch lớn va chạm vào tàu, khiến anh tỉnh sớm tới 90 năm và phát hiện ra mình mới 30 tuổi.. Đáng lẽ anh cùng 5000 hành khách và 258 nhân viên trên tàu phải ngủ đông 120 năm để du hành từ Trái Đất đến hành tinh Homestead II, một hành tinh có sự sống mới. Một năm trời sau đó, Jim một mình tận hưởng cuộc sống xa hoa trên phi thuyền, chịu cảnh cô đơn trong chiếc tàu lênh đênh giữa vũ trụ bao la, tìm mọi cách để sửa chữa buồng ngủ đông nhưng không thành. Nghĩ tới viễn cảnh phải sống cô độc suốt đời, Jim bèn liều lĩnh đánh thức một nữ hành khách khác để bầu bạn với mình, và hành khách đó là Aurora Lane (Jennifer Lawrence).
Sau khi Aurora phát hiện ra rằng chính Jim đã thức dậy mình. Cô đã đánh Jim và sống cô đơn một mình. Trước đây, Jim và Aurora từng sống với nhau. Nhưng bây giờ, cả hai đều xa nhau. Jim cố gắng giải thích cho Aurora để dụ dỗ cô sống lại bên Jim nhưng không thành công. Aurora vẫn xa lánh Jim. Nhưng sau đó, cả hai lại sống lại bên nhau.
Cả Jim và Aurora đều không lường trước được những biến cố khủng khiếp mà họ phải đối mặt. Con tàu bị mắc lỗi nghiêm trọng khiến cho toàn bộ hệ thống điều khiển gặp sự cố, đẩy tính mạng của cả hai người cùng hàng nghìn hành khách khác vào chỗ hiểm nguy. Trọng lực trên con tàu bị lỗi, đôi khi bị mất trọng lực nhưng lại có trở lại ngay sau đó. Nhưng hai người Jim và Aurora đã cứu mạng được con tàu và 5258 người nữa trên tàu gồm 5000 hành khách và 258 nhân viên trên tàu. Tuy thế, Jim bị lạc ra khỏi không gian và bộ đồ du hành có 1 lỗ thủng. Aurora đã cứu Jim. Sau đó, Jim đã phát hiện ra nhờ ID của Gus, Aurora có thể ngủ đông trở lại.
Sau 88 năm, Phi hành đoàn được đánh thức ngay trước khi đến Homestead II. Họ phát hiện ra một ngôi nhà nhỏ giữa những thảm thực vật tươi tốt trên khu hành lang lớn. Cuốn sách của Aurora tiết lộ rằng cô đã chọn để thức với Jim và tiếp tục viết truyện của mình.

## Diễn viên
- Jennifer Lawrence vai Aurora Lane, một nhà văn và là người yêu của Jim Preston[5]
- Chris Pratt vai Jim Preston, một thợ máy và là người yêu của Aurora Lane[6]
- Michael Sheen vai Arthur, một người máy pha chế trên phi thuyền Avalon[6]
- Laurence Fishburne vai Trưởng khoang Gus Mancuso
- Andy García vai Cơ trưởng Norris
- Aurora Perrineau vai Celeste, bạn thân của Aurora

## Sản xuất

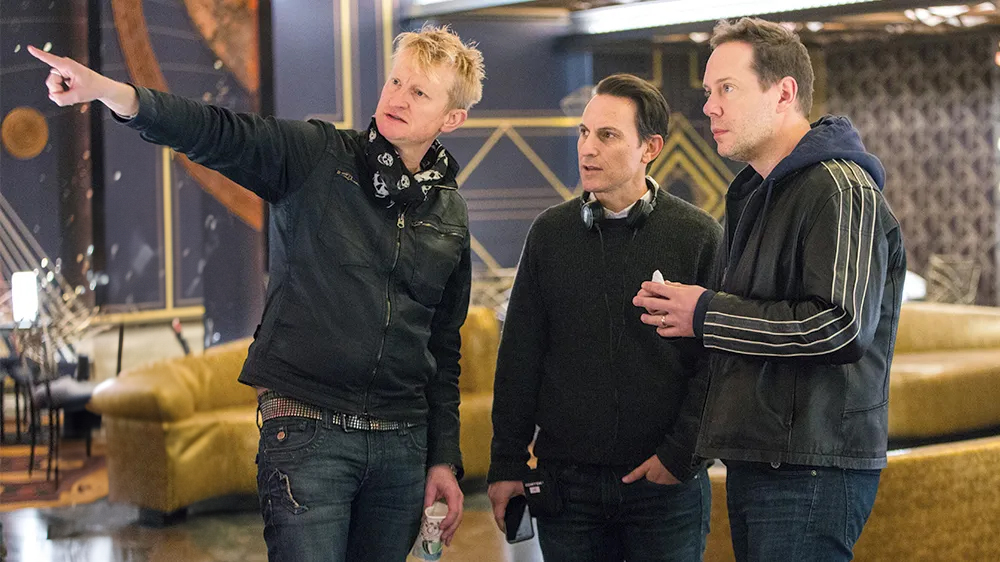
Đây là các diễn viên đóng phim Người du hành

### Phát triển
— Đạo diễn Morten Tyldum
Phần kịch bản nguyên tác của Người du hành được Jon Spaihts thực hiện vào năm 2007, và đã bị bế tắc phát triển trong nhiều năm. Từng có một thời điểm, hai diễn viên chính của phim được chọn là Keanu Reeves và Emily Blunt, với ngân sách chi ra khá là thấp, chỉ vào khoảng 35 triệu USD. Phim ban đầu được chọn làm tác phẩm điện ảnh đầu tay của đạo diễn Brian Kirk, với Reeves là nhân vật chính. Vào ngày 5 tháng 12 năm 2014, hãng Sony Pictures Entertainment xác nhận đã chiến thắng buổi đấu giá cho bản quyền của Người du hành. Đầu năm 2015, đạo diễn Morten Tyldum được lựa chọn làm người chỉ đạo cho phim. Tyldum luôn luôn muốn tự mình thực hiện một phim điện ảnh hành động khoa học viễn tưởng lớn, nhưng cũng thừa nhận anh gặp khá nhiều áp lực khi việc dẫn dắt các nhân vật chính trong một phim khoa học viễn tưởng là vô cùng quan trọng.
Metro cho rằng nội dung cốt truyện của phim khá tương đồng với bộ truyện tranh "50 Girls 50" của hãng EC Comics do họa sĩ Al Williamson thục hiện, được phát hành lần đầu tiên trong số tháng 7–8, 1953 của tạp chí Weird Science, cũng kể về hai hành khách trong một phi thuyền thức dậy sớm từ quá trình ngủ đông và đem lòng yêu mến nhau.
Dàn diễn viên – Jennifer Lawrence, Chris Pratt, Michael Sheen, Laurence Fishburne và Aurora Perrineau – được công bố từ tháng 2 năm 2015 tới tháng 1 năm 2016. Lawrence được chi trả 20 triệu USD so với 30 phần trăm lợi nhuận sau khi phim hòa vốn và Pratt được trả 12 triệu USD.

### Quay phim
Người du hành được thực hiện bởi hãng Sony Pictures Entertainment. Phim bắt đầu bấm máy vào tháng 9 năm 2015 tại Atlanta, Georgia. Việc quay phim thi thoảng được thực hiện suốt cả ngày chỉ với hai nhân vật chính. Rodrigo Prieto đảm nhiệm vai trò quay phim, và Maryann Brandon thực hiện quá trình dựng phim.

## Âm nhạc
Thomas Newman đảm nhiệm vai trò biên soạn cho phần nhạc nền phim của Người du hành. Nhà biên kịch Jon Spaihts nói rằng anh viết kịch bản cho Người du hành trong khi đang nghe những bản nhạc nền trước đây của Newman. Ngoài ra, Imagine Dragons cũng thu âm một bài hát mạng tên "Levitate" cho nhạc phim. Đĩa đơn được phát hành vào ngày 29 tháng 11 năm 2016.
| STT | Nhan đề                            | Thời lượng |
| --- | ---------------------------------- | ---------- |
| 1.  | "The Starship Avalon (Main Title)" | 4:15       |
| 2.  | "Hibernation Pod 1625"             | 1:19       |
| 3.  | "Command Ring"                     | 0:57       |
| 4.  | "Rate 2 Mechanic"                  | 2:08       |
| 5.  | "Awake for 7 Days"                 | 1:25       |
| 6.  | "Crystalline"                      | 4:07       |
| 7.  | "Precious Metals"                  | 2:07       |
| 8.  | "Aurora"                           | 1:44       |
| 9.  | "Robot Questions"                  | 2:52       |
| 10. | "The Sleeping Girl"                | 3:14       |
| 11. | "Build a House and Live in It"     | 2:07       |
| 12. | "I Tried Not To..."                | 3:53       |
| 13. | "Spacewalk"                        | 3:06       |
| 14. | "Passengers"                       | 1:47       |
| 15. | "50% of Light Speed"               | 3:13       |
| 16. | "Cascade Failure"                  | 2:55       |
| 17. | "Zero-Gravity"                     | 2:44       |
| 18. | "Never Happy Here"                 | 1:21       |
| 19. | "Red Giant"                        | 1:25       |
| 20. | "Looking for Wrong"                | 1:46       |
| 21. | "Chrysler Bldg."                   | 2:25       |
| 22. | "Untethered"                       | 2:34       |
| 23. | "You Brought Me Back"              | 5:41       |
| 24. | "Starlit"                          | 3:12       |
| 25. | "Accidental Happiness"             | 3:03       |
| 26. | "Sugarcoat the Galaxy (End Title)" | 3:12       |

## Phát hành
Vào tháng 8 năm 2015, hãng Sony Pictures Entertainment ấn định ngày công chiếu của Người du hành là ngày 21 tháng 12 năm 2016 tại Vương quốc Anh, Mỹ và Canada. Phim được phát hành đồng thời dưới định dạng 3D và RealD 3D, với thời gian công chiếu chính vào kì nghỉ lễ Giáng sinh và Năm mới, cho tới ngày 12 tháng 1 năm 2017. Tại Việt Nam, Người du hành cũng được công chiếu vào ngày 21 tháng 12 năm 2016.

### Doanh thu phòng vé
Tính đến ngày 5 tháng 2 năm 2017, Người du hành đã thu về tổng cộng 97.4 triệu USD tại hai thị trường Mỹ và Canada và 195.2 triệu USD tại các khu vực khác, nâng tổng doanh thu toàn cầu lên mức 292.6 triệu USD, so với 110 triệu USD kinh phí sản xuất ban đầu.
Người du hành được công chiếu cùng thời điểm với Đấu trường âm nhạc và Sát thủ bóng đêm, và được dự đoán sẽ thu về 50 triệu USD từ 3,478 rạp chiếu phim trong sáu ngày đầu phát hành, mặc dù hãng phim đã dự tính doanh thu ra mắt của phim chỉ đạt mức vừa phải là 35 triệu USD. Sau khi thu về 1.2 triệu USD từ buổi công chiếu sớm vào đêm thứ năm và 4.1 triệu USD trong ngày đầu phát hành, doanh thu dự tính cho sáu ngày đầu ra mắt phim được hạ xuống mức khiêm tốn 27 triệu USD. Phim cuối cùng thu về 15.1 triệu USD vào cuối tuần lễ ra mắt, xếp thứ ba về doanh thu ở Mỹ, sau Rogue One: Star Wars ngoại truyện và Đấu trường âm nhạc.

### Đánh giá chuyên môn
Trên hệ thống tổng hợp kết quả đánh giá Rotten Tomatoes, Người du hành đạt mức đồng thuận là of 31% dựa trên 215 đánh giá; với số điểm trung bình là 4.9/10. Trang web nhận xét, "Người du hành đã chứng tỏ rằng Chris Pratt và Jennifer Lawrence làm việc rất ăn ý với nhau" Trên trang Metacritic, phim nhận được số điểm 41 trên 100 dựa theo ý kiến của 48 nhà phê bình. Lượt bình chọn của người xem trên trang CinemaScore cho phim điểm "B" trên thang từ A+ đến F.